# Navalla (mol·lusc)
El nom navalla s'utilitza per a definir mol·luscs bivalves de conquilla allargada i rectangular, molt apreciades en gastronomia. Viuen a prop del litoral enterrats en el sediments tous, tant sorrencs com fangosos. Reben també el nom de ganivets i canyuts. Hi ha diverses espècies que reben aquesta denominació, repartides en dues famílies:
- Família Solenidae: el principal gènere es Solen.
- Família Pharidae: el principal gènere és Ensis.